# Selaginella grandis
Selaginella grandis är en mosslummerväxtart som beskrevs av Moore. Selaginella grandis ingår i släktet mosslumrar, och familjen mosslummerväxter.

## Underarter
Arten delas in i följande underarter:
- S. g. angustior
- S. g. latior